# Schedar

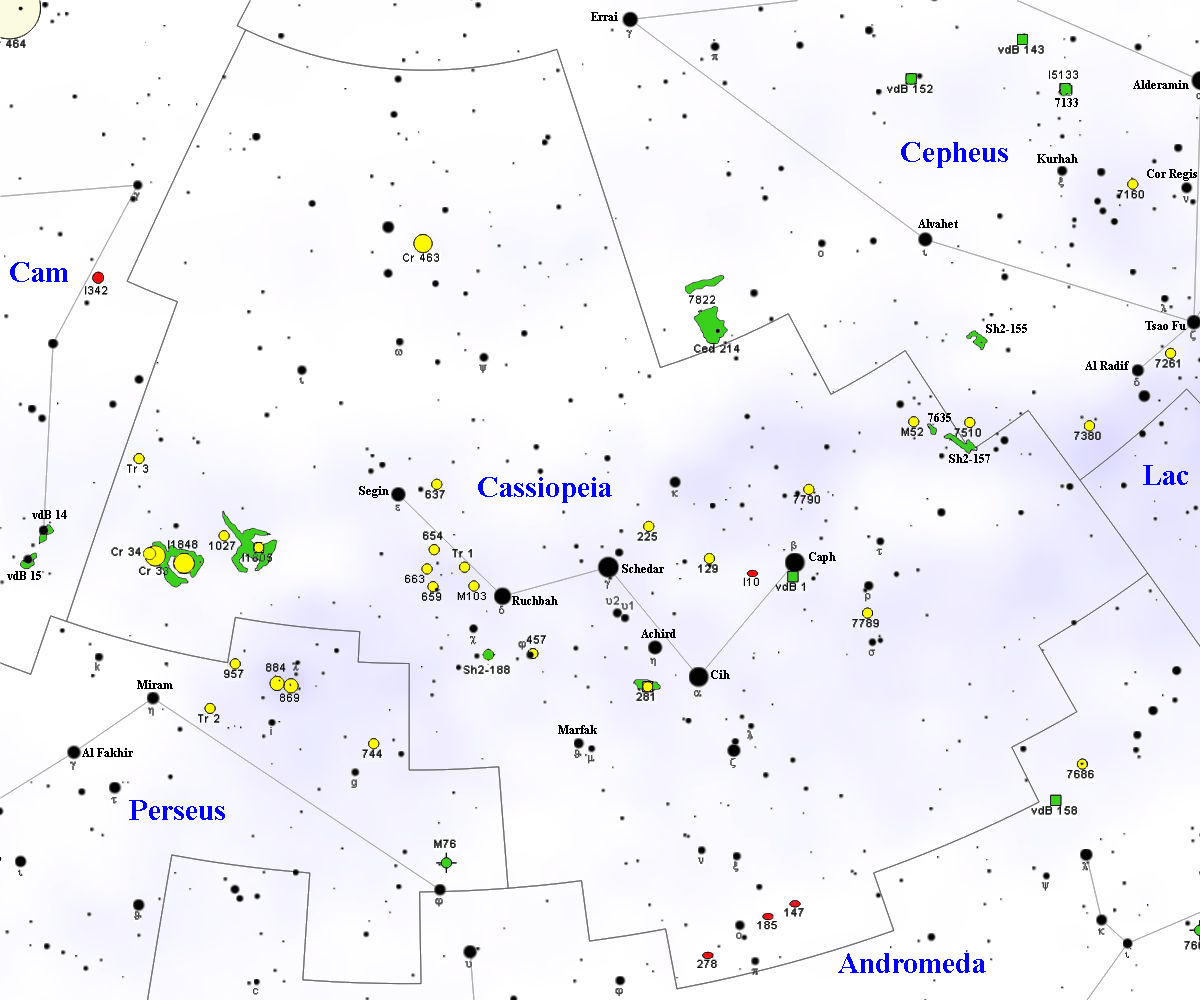
Schedar a la seva constel·lació

Schedar és el nom de l'estrella α Cassiopeiae (α Cass / 18 Cassiopeiae), de magnitud aparent 2,24 i la més brillant de la constel·lació de Cassiopeia. El seu nom, escrit també com Shed o Shed, prové de la paraula  àrab صدر Sadr, "pit", per la posició que té al cor de la reina Cassiopeia.
Schedar és una estrella gegant taronja de tipus espectral K0IIIa i 4.530  K de temperatura que es troba a 229  anys llum de distància de la Terra. La seva lluminositat, en llum visible només, és de 500 sols, però, considerant la  radiació total emesa, la seva lluminositat puja a 855 vegades la lluminositat solar, situant Schedar dins de la classe de les  gegants lluminoses. És una de les poques estrelles on s'ha observat directament el seu enfosquiment de limbe, amb un valor mesurat del seu diàmetre angular de 0,00525  segons d'arc. El seu radi és 42 vegades el radi solar i té una massa aproximada de 4-5  masses solars. La seva composició química és similar a la del Sol, tot i que mostra uns continguts notablement baixos d'alguns elements com zirconi i Europi. La seva edat s'estima entre 100 i 200 milions d'anys.
Encara que tradicionalment Schedar estava classificada com una estrella variable, des del segle xix no s'ha detectat cap mena de variació en la seva brillantor.